# Yvonne Strahovski
Yvonne Strahovski (n. Yvonne Strzechowski; 30 iulie 1982) este o actriță australiană. S-a născut în Australia părinții ei fiind imigranți polonezi. Strahovski vorbește poloneză și engleză. După ce a absolvit University of Western Sydney a avut mai multe roluri în seriale de televiziune din Australia. După a apărut în serialul american Chuck, în rolul agentei CIA, Sarah Walker, pentru care a devenit cunoscută.

## Filmografie (selecție)
- Eu, Frankenstein (2013) ca Terra Wade
- The Tomorrow War (2021) ca Muri Forester (adultă)